# Большая Кивара
Больша́я Кива́ра (Кельчинка, Пихтовка, Киварка) — река в Удмуртии, протекает в Шарканском и Воткинском районах.
Исток находится в 2 км к северо-востоку от д. Верхние Кивары. Устье реки находится в 57 км по правому берегу реки Сива. Длина реки составляет 36 км. Средний уклон составляет 3,2 м/км, расход воды — 0,35 м³/с, скорость течения — 0,8 м/с.
На берегах реки расположены населённые пункты Кельчино, Верхние Кивары, Нижние Кивары, Пихтовка. В низовье расположен рыбопитомник «Пихтовка» с системой прудов общей площадью 82 км².

## Название
Название «Кивара» происходит от общепермских «*ki» — «камень» и «*vor» — «возвышенность»; буквально — «река, берущая начало из каменистой возвышенности».

## Притоки (км от устья)
- 16 км: река Гондырвайка (лв)

## Данные водного реестра
По данным государственного водного реестра России относится к Камскому бассейновому округу, водохозяйственный участок реки — Кама от Воткинского гидроузла до Нижнекамского гидроузла, без рек Буй (от истока до Кармановского гидроузла), Иж, Ик и Белая, речной подбассейн реки — бассейны притоков Камы до впадения Белой. Речной бассейн реки — Кама.
Код объекта в государственном водном реестре — 10010101412111100015526.